# Diorhabda trirakha
Diorhabda trirakha es una especie de insecto coleóptero de la familia Chrysomelidae. Fue descrita por Maulik en 1936.